# Uitwellingerga
Uitwellingerga (Fries: Twellingea; lokaal Fries: Twellegea) is een dorp in de gemeente Súdwest-Fryslân, in de Nederlandse provincie Friesland. Uitwellingerga ligt ten zuidoosten van Sneek en Oppenhuizen ten oosten van de A7, aan het water Ges, dat de verbinding is tussen de Houkesloot en het Prinses Margrietkanaal.
Uitwellingerga vormt samen met Oppenhuizen een tweelingdorp. De twee dorpen worden samen Top en Twel genoemd. 
In 2023 telde Uitwellingerga 405 inwoners.

## Geschiedenis
Het dorp is rond het jaar 1000 ontstaan langs de Ges en was vooral gericht op de landbouw. De Ges was belangrijk voor de boeren om over het water hun hooilanden te kunnen bereiken. Na de aanleg van een weg in 1866-68 bleef de vaart belangrijk.
De groei van het dorp kwam na de Tweede Wereldoorlog. Uitwellingerga groeide vast aan Oppenhuizen. De buurtschap Zuidend werd door de aanleg van het Prinses Margrietkanaal afgesplitst van Uitwellingerga. De buurtschap verdween langzamerhand en de naam werd later alleen nog als veldnaam gebruikt. Gaandeweg ontwikkelde Uitwellingerga zich als een watersportplaats.
In 1328 werd de plaats vermeld Wolprandeskerke, in 1440 als Folprantsche kerke alias Westerwallingerga, in 1448 als Folpundagha, in 1477 als Wtwallinghergae, in 1505 als Wtwallingergae, in 1511 als Twallingergae en in 1543 als Twellinggae.
De oorspronkelijk plaatsnaam, Wolprandeskerke, duidt op een kerk van de persoon Wolprand of Wolfbrand. De latere naam wijst op een dorp (ga) dat buitenwaarts gelegen was, bewoond door het geslacht Wallinge.
Tot 2011 behoorde Uitwellingerga tot de voormalige gemeente Wymbritseradeel.

## Kerk
De huidige kerk van het dorp is de Hermeskerk en deze dateert uit 1690. Het schip van de kerk was de vervanger van een middeleeuwse kerk die gewijd was aan de heilige Hermes. De middeleeuwse toren werd daarbij aanvankelijk gespaard. In 1873 werd de middeleeuwse toren dan toch vervangen, door een toren met een ingesnoerde spits.

## Molens
Ten noordoosten van Uitwellingerga staat de uit de 19e eeuw daterende Geeuwpoldermolen, die het natuurgebied de Geeuwpolder bemaalt. De molen doet dit samen met twee Amerikaanse windmotoren, de windmotoren Uitwellingerga 1 en 2.

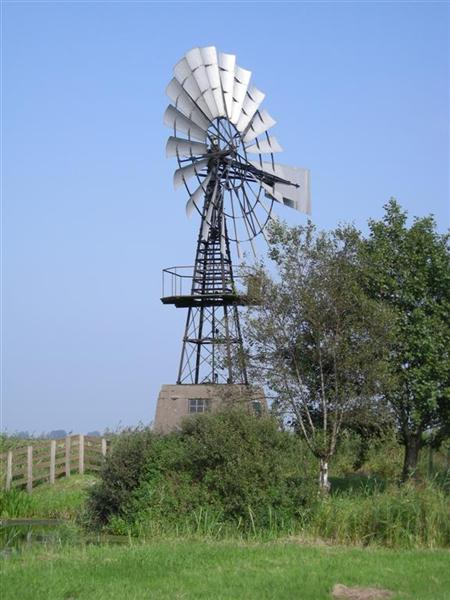
Windmotor zuid
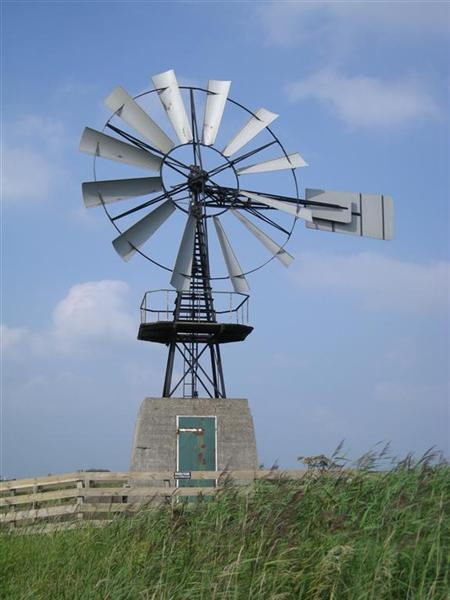
Windmotor noord

## Prinses Margriettunnel

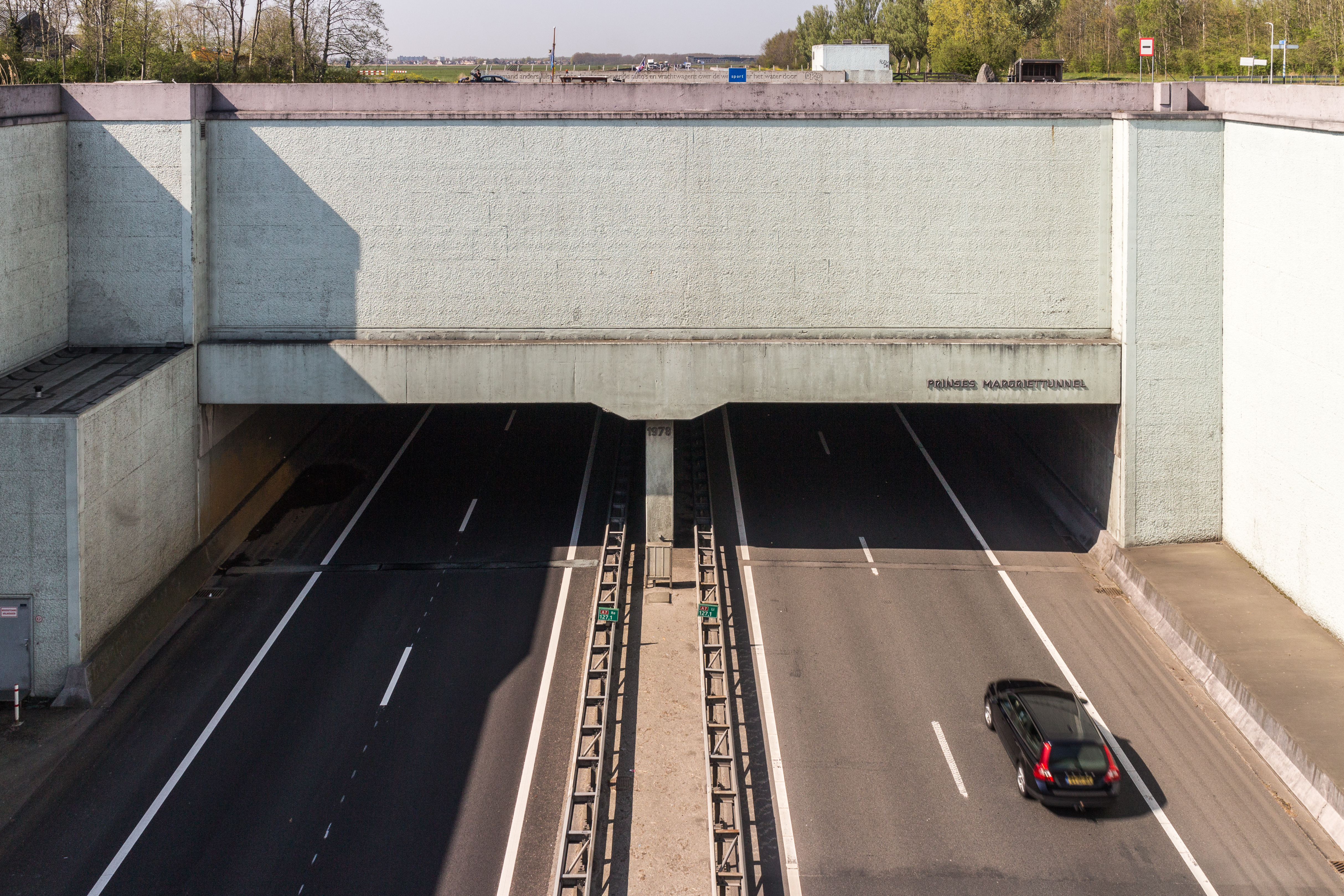
De Prinses Margriettunnel

In de A7 bij Uitwellingerga ligt de Prinses Margriettunnel, deze verkeerstunnel gaat onder het Prinses Margrietkanaal door. De tunnel werd in de jaren 70 van de twintigste eeuw gebouwd. Op het einde van 1977 werd het officieel geopend en het verkeer maakte er vanaf 1978 gebruik van. De tunnel was de eerste tunnel in het noorden van Nederland.

## Sport
Het tweelingdorp heeft diverse gezamenlijke sportverenigingen. Naast de watersport, onder andere een zeilvereniging, zijn dit onder meer de voetbalvereniging VV TOP '63, de volleybalvereniging Top & Twel, de gymnastiek Vereniging Vlugheid en Kracht en de badmintonclub Top en Twel. Het tweelingdorp heeft meerdere havens, waaronder verschillende jachthavens.
Uitwellingerga heeft verder een tennisvereniging, De Grachten.

## Cultuur

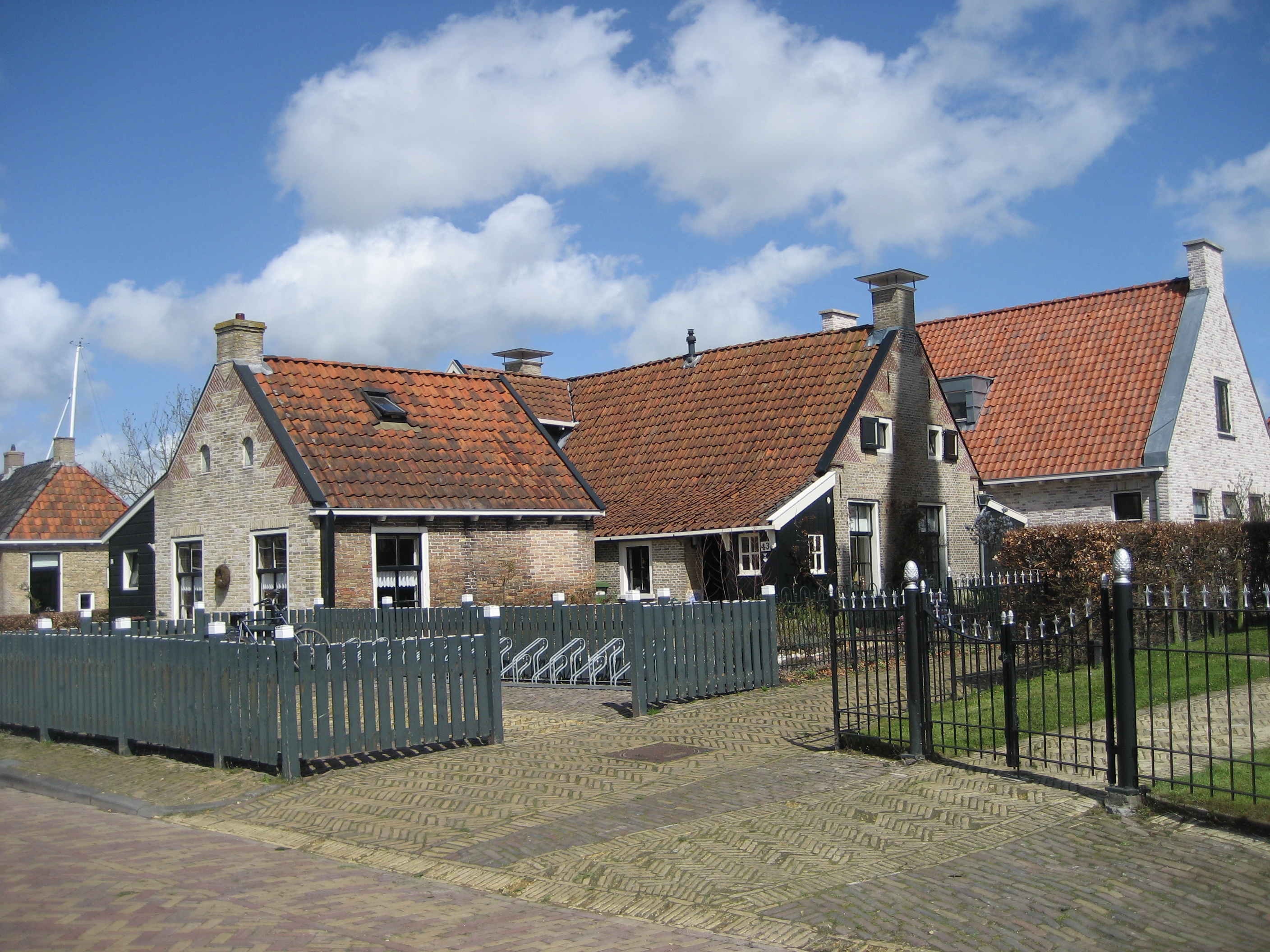
18e-eeuwse panden aan de Buorren

Er zijn diverse zangkoren; het Christelijk gemengd koor Cantabilé, shantykoor Top en Twel Sjongers, het smartlappenkoor Kommer en Kwel út Top en Twel en het Vocaal Ensemble Capella Novum.
Verder zijn er de muziekkorpsen E&E Brass en Hymne, en de toneelvereniging Fordivedaesje. In Oppenhuizen staat het dorpshuis van het tweelingdorp het Multifunctioneel Centrum It Harspit.

## Onderwijs
Er is in Uitwellingerga geen school.

## Bekende (oud-)inwoners
De pianist en dirigent Dolf de Vries woonde in Uitwellingerga en het muziekduo Maywood groeide er op. De autocoureurs Nyck de Vries en Beitske Visser zijn woonachtig in het dorp.

### Geboren in Uitwellingerga
- Margreet de Boer (1964-), politica
- Arjen Visserman (1965-), atleet
- Rienk Nauta (1987-), langebaanschaatser
- Sjoerd de Vries (1988-), langebaanschaatser
- Yvonne Nauta (1991-), langebaanschaatsster
- Nyck de Vries (1995-), autocoureur

### Overleden in Uitwellingerga
- Gerrit Ybema (1945-2012), politicus